# トゥンバオ
トゥンバオ(スペイン語: tumbao)とは、サルサなどのアフロ・キューバン由来の音楽に頻出するリズムパターン、またはそれから派生したバリエーションを総称して指す用語である。トゥンバオは、コンガ、ベース、ピアノで演奏される基本的なリズムパターンである。
アフロ・キューバン由来の音楽には、クラベスによるクラーベ、ボンゴやコンセロ(カウベル)によるマルティージョ、ティンバレスによるカスカラ(ベル・パターンとも)など、それぞれの打楽器によって独特のリズムパターンがある。その中でもトゥンバオは、コンガ、ベース、ピアノ(の左手)というリズムの土台を構成するパートのパターンであり、クラーベと共に重要なパターンとして考えられている。

## ドラムパターン
コンガで演奏される基本的なトゥンバオのパターンを以下に示す。
```
1 . 2 . 3 . 4 . カウント
H T S T H T O O コンガ
L L R L L L R R 使用する手

  L: 左手
  R: 右手
  H: 手のひらの付け根
  T: 指先
  S: スラップ
  O: オープントーン

```

トゥンバオには多くのバリエーションがある。一例として、クラーベに合わせてトゥンバ(ピッチの低いコンガ)を組み合わせるパターンを示す。
```
1 . 2 . 3 . 4 . 1 . 2 . 3 . 4 . カウント
X     X     X       X   X       ソン・クラーベ
X     X       X     X   X       ルンバ・クラーベ 
H T S     T O O H T S T H T O O コンガ
      O O                       トゥンバ
L L R R R L R R L L R L L L R R 使用する手

あるいは

1 . 2 . 3 . 4 . 1 . 2 . 3 . 4 . カウント
X     X     X       X   X       ソン・クラーベ
X     X       X     X   X       ルンバ・クラーベ
H T S   H T O O H T S   H T O O コンガ
      O               0         トゥンバ
L L R R L L R R L L R R L L R R 使用する手

```

## ベースパターン
ベースのトゥンバオは、古くはマリンブラで演奏されていたパターンで、後にコントラバスやベースで演奏されるようになった。
トゥンバオの一例としては、クラーベの「3」部分(トレシヨ)と重なるパターンで演奏されるが、小節の１拍目(ダウンビート)と一致するのを避ける点に特徴がある。
```
(コードがCの場合)
1 . 2 . 3 . 4 . 1 . 2 . 3 . 4 . カウント
X     X     X       X   X       ソン・クラーベ(3-2)
      G     C         G     C   ベース

  G: ドミナント(Ⅴ)
  C: トニック(Ⅰ)

```